# San Diego Zoo Safari Park
Koordinaten: 33° 5′ 50,7″ N, 116° 59′ 9,7″ W
Der San Diego Zoo Safari Park (früher: San Diego Wild Animal Park) ist neben dem San Diego Zoo eine der größten Sehenswürdigkeiten in der Gegend von San Diego. Er beherbergt eine Vielzahl von gefährdeten Tierarten aus Afrika, Asien, Europa, Nord-, Südamerika und Australien. Der Park liegt in einer äußerst natürlichen Umgebung, was dem Zoo die Möglichkeit bietet, die Tiere in sehr naturnahen und großzügigen Anlagen zu zeigen. Der Park ist auch für sein Erhaltungszuchtprogramm beim Kalifornienkondor berühmt, das Programm ist eines der erfolgreichsten des Landes.

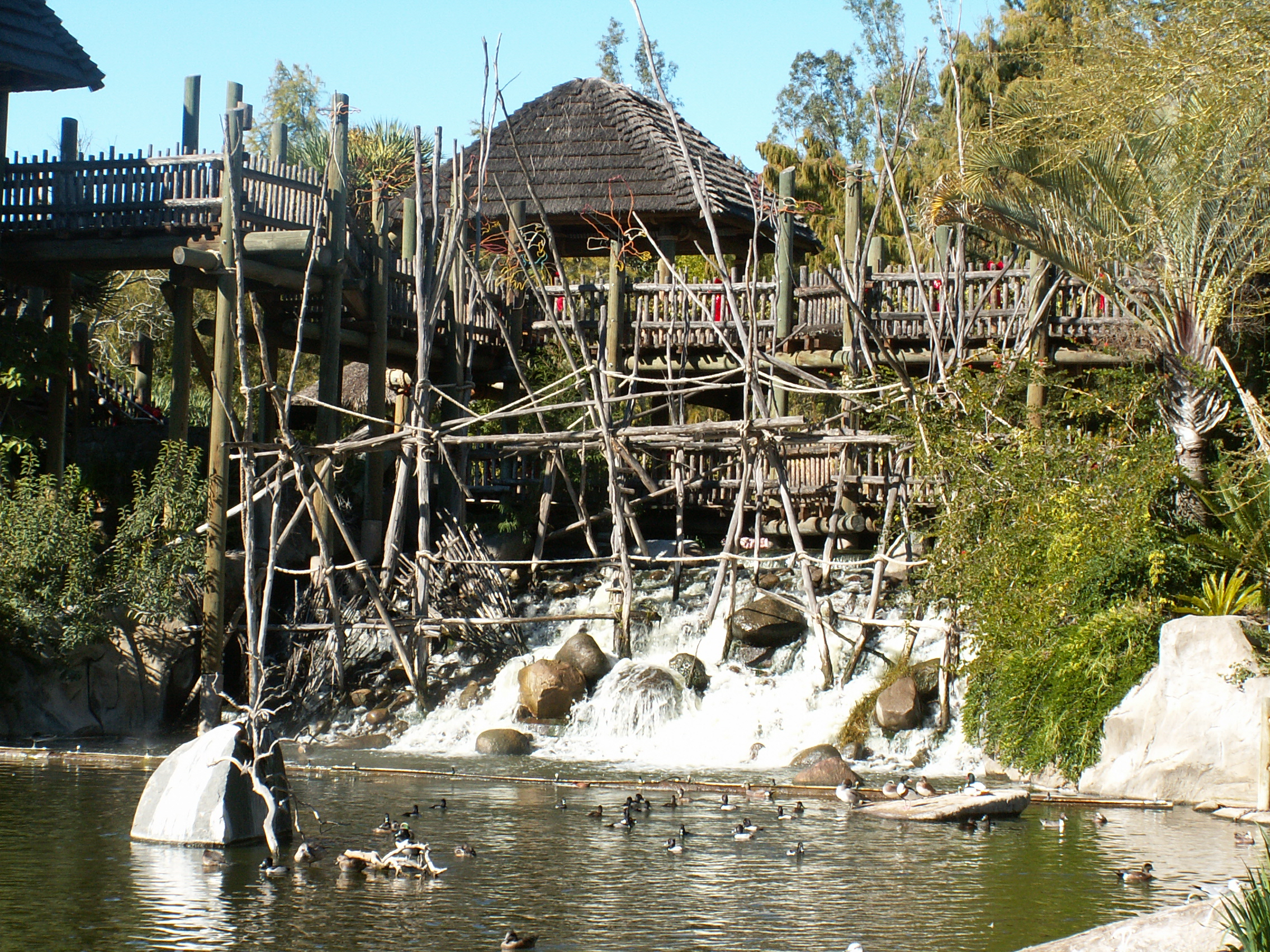
Nairobi Village im San Diego Zoo Safari Park

Der Park besitzt eine Fläche von sieben Quadratkilometern. Im Jahr 2013 umfasste der Tierbestand 2600 Tiere aus mehr als 300 Arten. Als Alternative zu den Fußmärschen bietet der Zoo eine elektrische Eisenbahn an.
Abhängig von der Jahreszeit beschäftigt der Park ungefähr 400 bis 600 Angestellte. Der Park ist auch die Quarantänezentrale Südkaliforniens für Zootiere, die in die USA über San Diego importiert werden.
Die Zoological Society of San Diego unterhält auch den älteren Schwesterzoo, den San Diego Zoo. Der Safaripark liegt 51 Kilometer weit vom Zoo entfernt, östlich von Escondido. Im Jahr 2010 wurde der Parkname von San Diego Wild Animal Park in San Diego Zoo Safari Park geändert.